# Rail Cargo Hungaria
A Rail Cargo Hungaria Magyarország első számú árufuvarozó vasúti társasága, Európa egyik vezető árufuvarozó vasúti vállalatcsoportjának, a Rail Cargo Groupnak a tagja.

## Története
Ahogyan arra számos példa van Európában, Magyarországon is lezajlott az állami tulajdonban lévő vasúti társaság, a MÁV Zrt. (MÁV) főbb tevékenységeinek (személyszállítás, árufuvarozás, gépészet) külön vállalatokba szervezése. Ez azt a célt szolgálta, hogy a társaság működése átláthatóbbá váljon, és megszűnjenek a keresztfinanszírozások. A MÁV Cargo Zrt. (Cargo) 2006. januárban jött létre a MÁV árufuvarozási részlegéből, mintegy 30 milliárd forint jegyzett tőkével. Első vezérigazgatója Kozák Tamás, az Igazgatóság elnöke Dióssy Gábor volt. 2008 februárjától a vállalat vezérigazgatói pozícióját dr. Kovács Imre töltötte be.
A Cargo ekkor 100%-ban a MÁV tulajdonában állt (MÁV Zrt. 99%, MÁV Vagyonkezelő Zrt. 1%), amely körülbelül harmincmilliárd forint induló tőkével és apporttal, több mint 13 000 vasúti kocsival és közel 3 100 fős induló létszámmal rendelkezett. A MÁV Cargo az anyavállalatnak nem jogutódja volt, így minden szükséges működési engedélyt be kellett szereznie. Az előkészítő munkák 2005 májusában kezdődtek meg.
A MÁV Zrt. és a MÁV Vagyonkezelő Zrt. 2007 májusában nyilvános, kétfordulós pályázatot hirdetett a tulajdonában lévő MÁV Cargo Zrt. 100%-os részvénycsomagjának értékesítésére. A pályázatra 16 pályázó adott be jelentkezést, az első fordulóban 12 társaság ajánlata érkezett be.
A második fordulóba jutott 7 pályázó igény esetén felülvizsgálhatta a MÁV Cargo Zrt. működését, találkozhatott a társaság menedzsmentjével, valamint helyszíni látogatásokon vehetett részt. A pályázóknak kötelező érvényű ajánlatukat 2007. október 19-én kellett megtenniük.
A megadott határidőig az alábbi négy pályázó adott be ajánlatot:
- Cargo Central Europe Konzorcium,
- New World Resources Transportation B.V.,
- Rail Cargo Austria és a GYSEV Zrt. konzorciuma,
- Spedtrans és a Slavia Capital konzorciuma.

A privatizációs tender értékelése 2007. november 27-én került nyilvánosságra. Az első helyezett 96,67 ponttal a Rail Cargo Austria AG és a GYSEV Zrt. (GYSEV) konzorciuma lett 102,5 milliárd forintos ajánlattal.

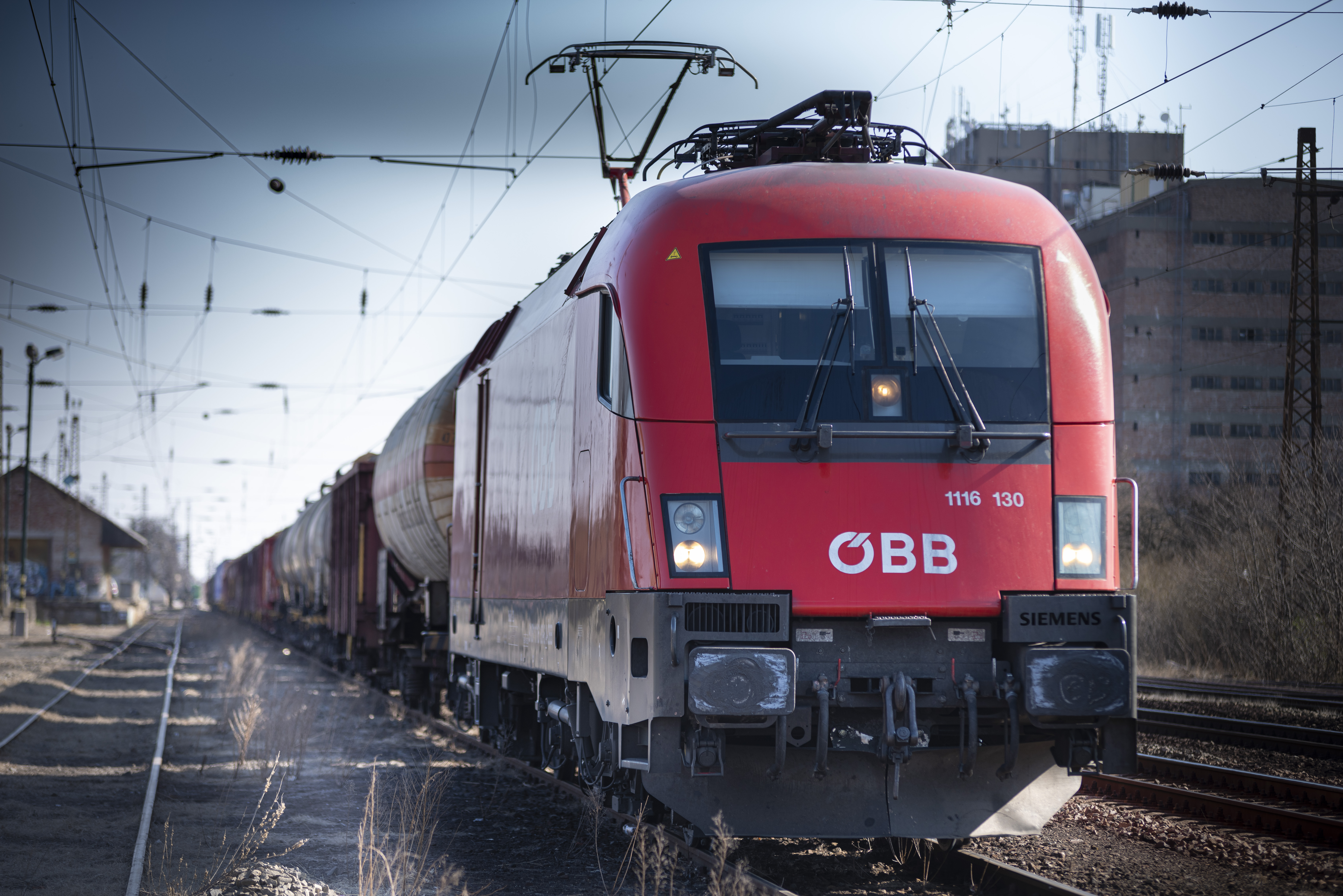
RCH Taurus – Nagy teljesítményű villamosmozdony a nemzetközi teherszállítás szolgálatában

A második helyezett Spedtrans és a Slavia Capital konzorciuma 86 milliárd forintot ajánlott a részvényekért, az értékelésben 80,07 pontot ért el. Cargo Central Europe konzorcium 57,138 milliárd forintos ajánlatot tett és 53,75 pontot ért el.
A MÁV Zrt. az első helyezettel az eredmény kihirdetését követően megkezdte a szerződéses tárgyalások előkészítését. A szerződés megkötésére 2008. január 2-án került sor. A konzorcium a vételáron felül öt év alatt 43,5 milliárd forint fejlesztésre tett vállalást. Időközben a GYSEV állami részesedése miatt kilépett a konzorciumból. A teljes vételár kifizetése 2008. december 2-án történt meg.
2010 első negyedévétől a társaság Rail Cargo Hungaria Zrt. (RCH) néven folytatta tevékenységét.

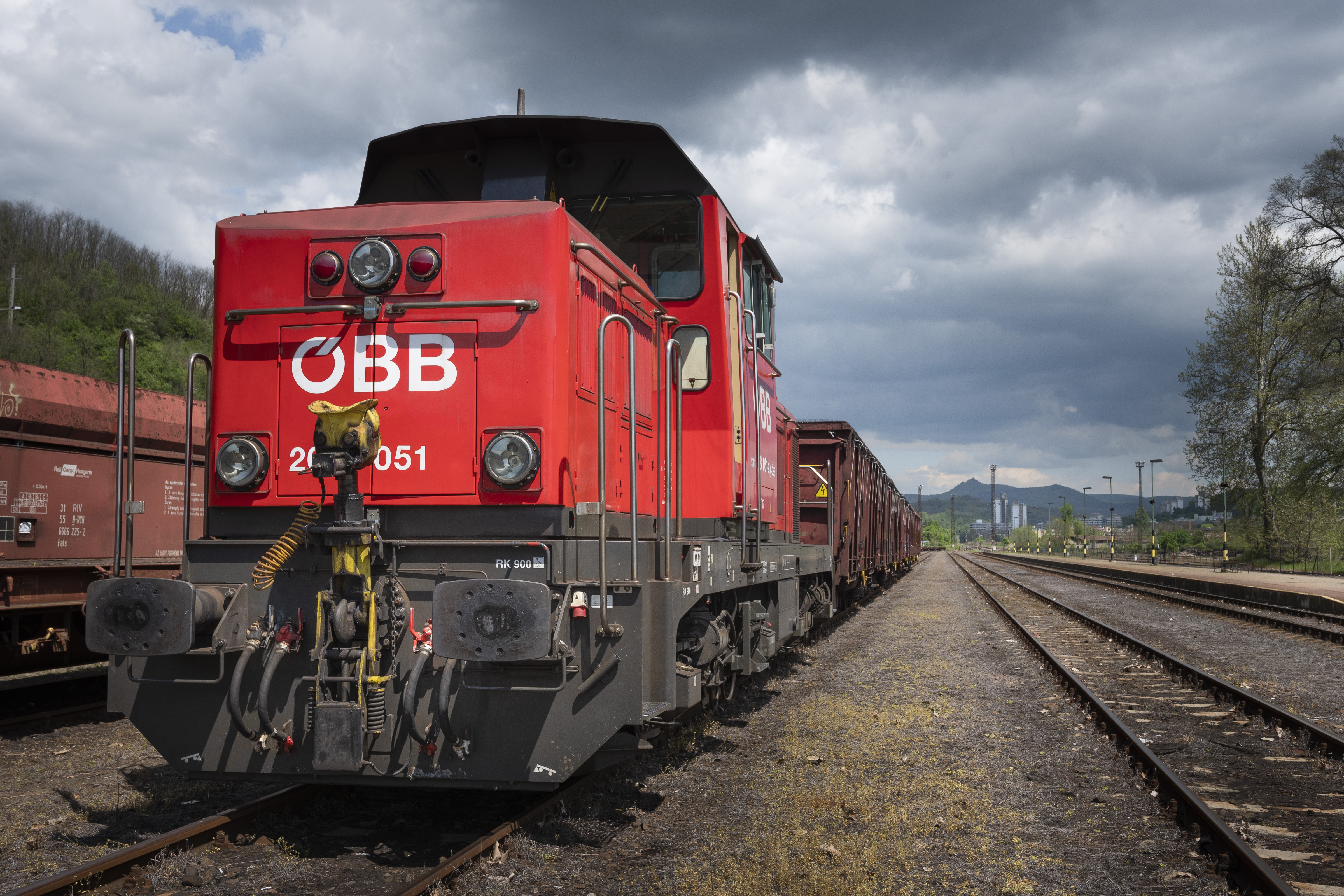
Suttogó – Csendes és hatékony dízelmozdony tolatási feladatokra

2021-ben az RCH 100%-os tulajdonába került a 160 éves múltra visszatekintő miskolci székhelyű TS Hungaria Kft. járműjavító vállalat. 2025. február 3-án a Rail Cargo Hungaria Zrt. a TS Hungaria Kft. 49%-os kisebbségi tulajdonrészének értékesítésére vonatkozó szerződést írt alá a Tatravagonka a.s. vállalattal, így a TS Hungaria 51%-os, továbbra is többségi tulajdonosa a Rail Cargo Hungaria Zrt., míg a 49%-os üzletrész a Tatravagonka a.s. tulajdonába került.
Az RCH az elmúlt másfél évtizedben megőrizte piacvezető szerepét, folyamatosan erősíti önálló vontatási-, tolatási képességét, fejleszti mozdonyflottáját és teherkocsi-parkját, mindezzel a korábbinál tervezhetőbb, gyorsabb és pontosabb kiszolgálást képes biztosítani.

## Tevékenysége

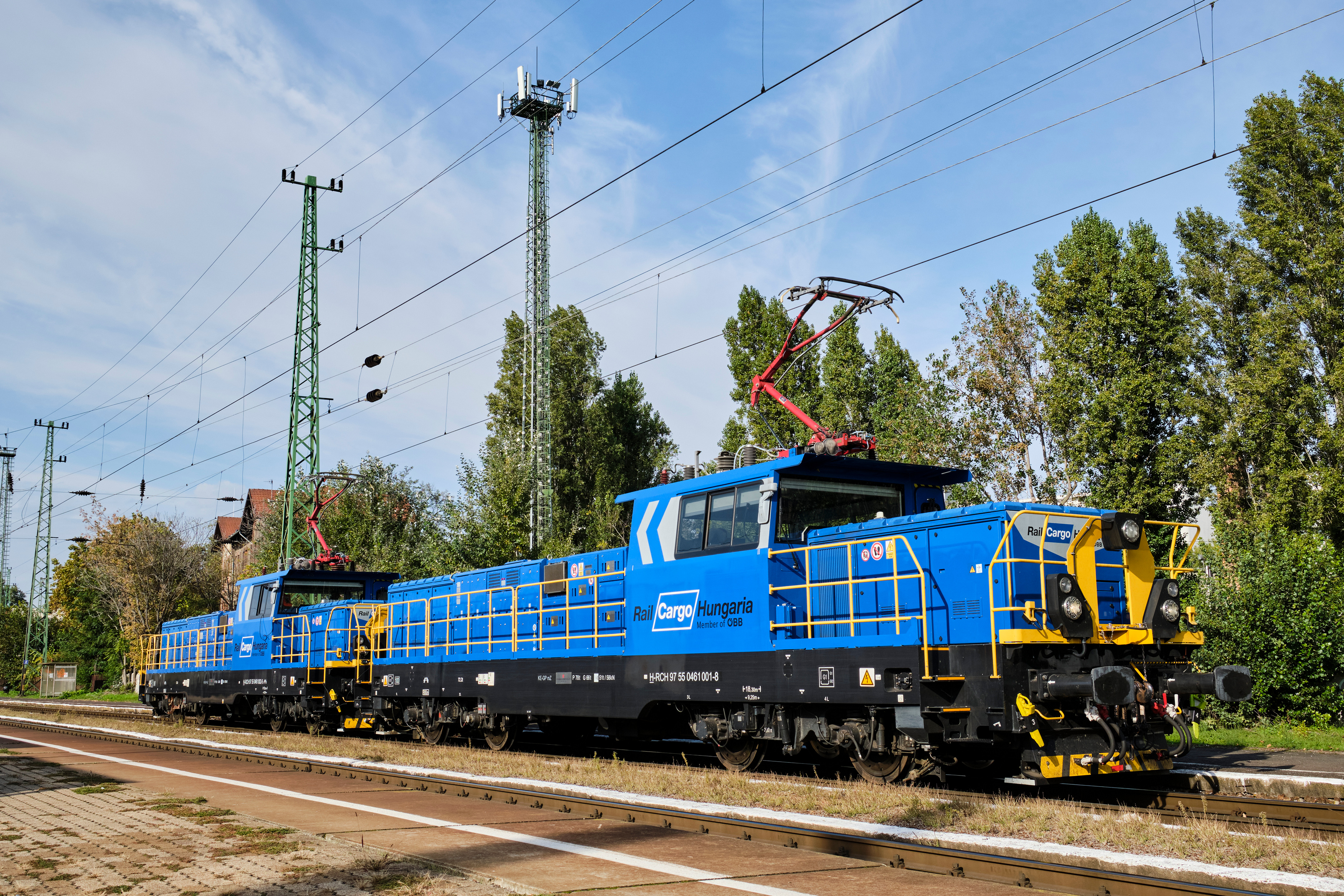
Grasshopper – Innovatív tolatómozdony a hatékony ipari vasúti logisztikáért

Az RCH tevékenységének fontos részét alkotják a Magyarország határait átlépő nemzetközi fuvarfeladatok, amelyek főként a közép- és a kelet-európai piacokra irányulnak. A vállalat részt vesz nemzetközi korridorok, meghatározott útvonalak mentén közlekedő speciális irányvonatok szervezésében és üzemeltetésében. Az irányvonatokban vonatnyi vagy több vonatnyi küldeményt, többek között ömlesztett árukat, alapanyagokat és félkész termékeket továbbít konvencionális (kocsirakományú) és kombinált fuvarozással.

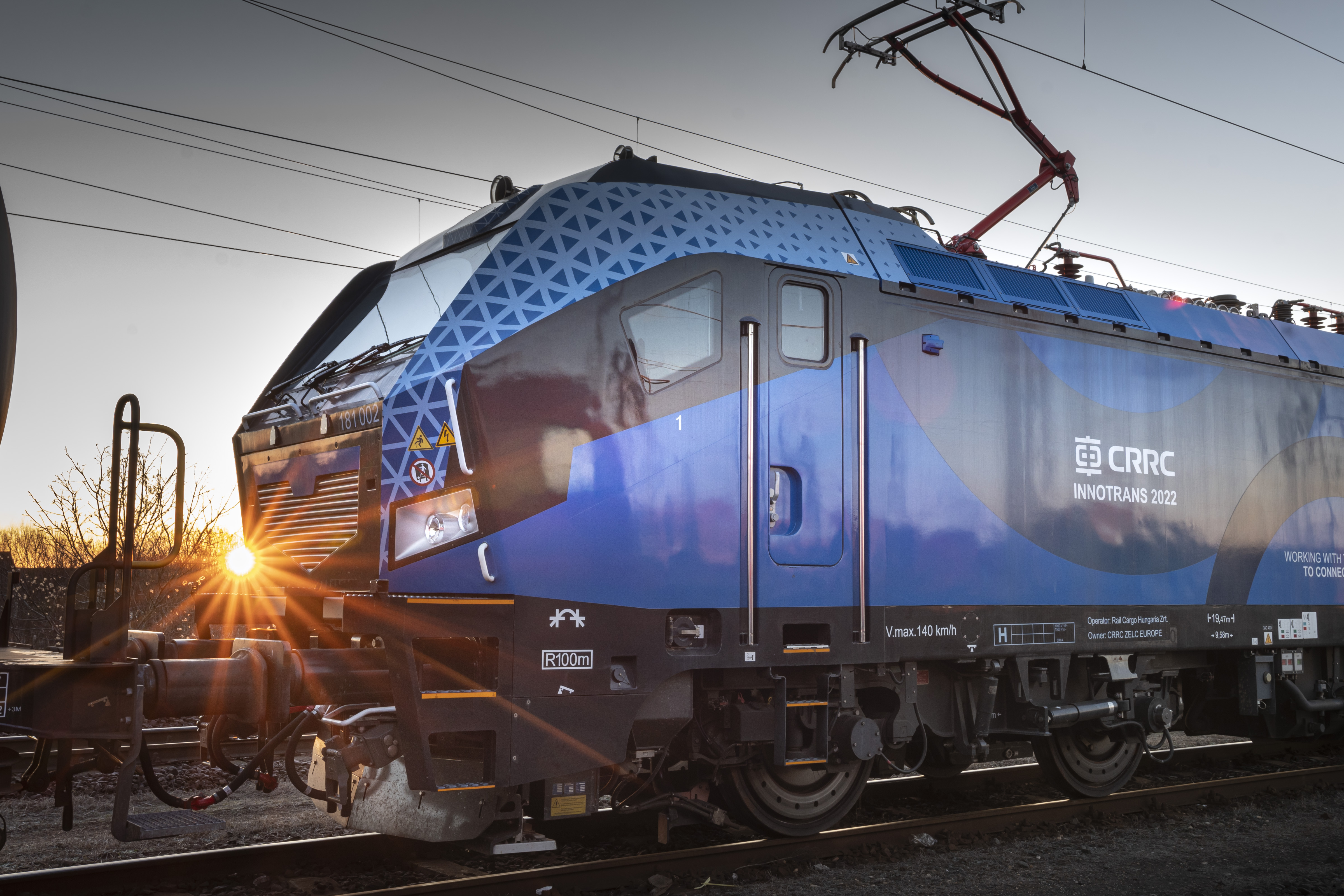
Bison – Új kínai gyártású villamos-hibrid mozdony a fenntartható teherszállításért

Belföldön országos lefedettséggel végez árufuvarozási tevékenységet területi üzemeltetési központok és területi értékesítési központok közreműködésével, biztosítva az egyes kocsi rakományok és irányvonatok továbbítását.
A Rail Cargo Hungaria fuvarozási tevékenységén belül a belföldi és nemzetközi fuvarok aránya 20%-80%.
Vasúti egyeskocsi-fuvarozás
Magyarországon a vasúton fuvarozott árumennyiség 12-15%-a vasúti egyeskocsi-fuvarozás szolgáltatással történik. Ennek során a feladási és cél- (rendeltetési) állomás között a küldemények rendezéssel képzett vonatokkal kerülnek továbbításra.

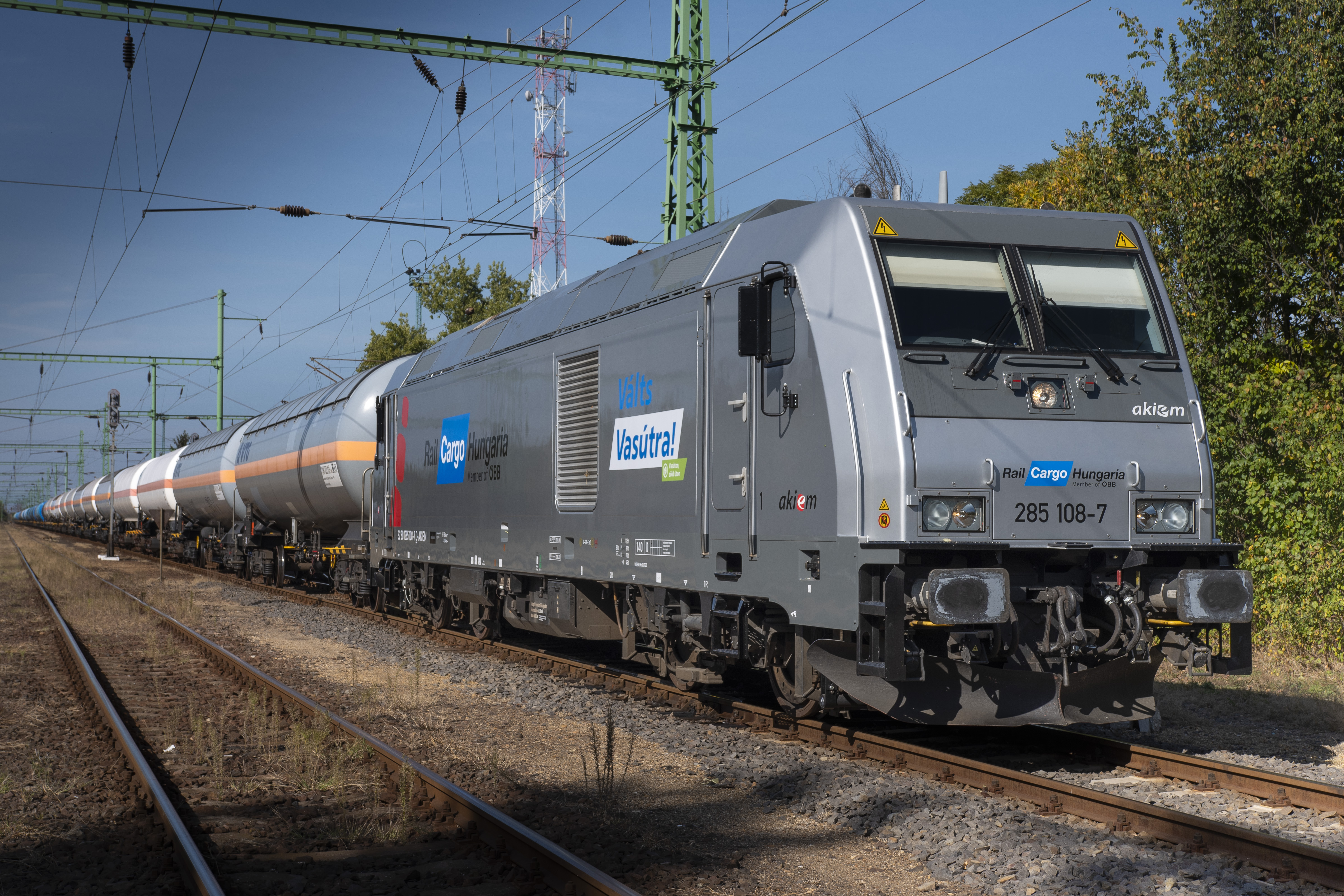
TRAXX – Sokoldalú, nagy teljesítményű dízelmozdony a nemzetközi vasúti áruszállításban

Ez a legösszetettebb és legdrágább vasúti technológia. Lényege, hogy az iparvágányokon és állomási területeken várakozó egy-két vagont egy külön mozdonnyal kell rendezőpályaudvarra vontatni, ahol a teherkocsikat bonyolult tolatási tevékenységet követően irányvonatba szervezik, majd a célállomáson ismételt tolatásokkal kisorozzák. Ez a sokféle költséges művelet megnöveli a szolgáltatás árát. Az egyeskocsi-fuvarozás piaci alapon nem végezhető jövedelmezően, viszont nemzetgazdasági szinten alapvető fontosságú.
Magyarországon 700 olyan kis- és közepes vállalat működik, amelynek nyersanyagellátása vagy késztermék kiszállítása gazdaságosan csak egyeskocsi- fuvarozással oldható meg.
Az RCH Magyarországon egyedüli szolgáltatóként biztosítja az ország egész területét lefedő, átfogó egyeskocsi-fuvarozást. A vállalat ezzel a magyar ipar legfontosabb szegmensei – az agrár, acél- és vegyipar, a fa- és ásványolajipar, a papír és cellulózágazat – számára biztosítja a termeléshez és értékesítéshez kapcsolódó logisztikai megoldásokat.

## Járműflotta

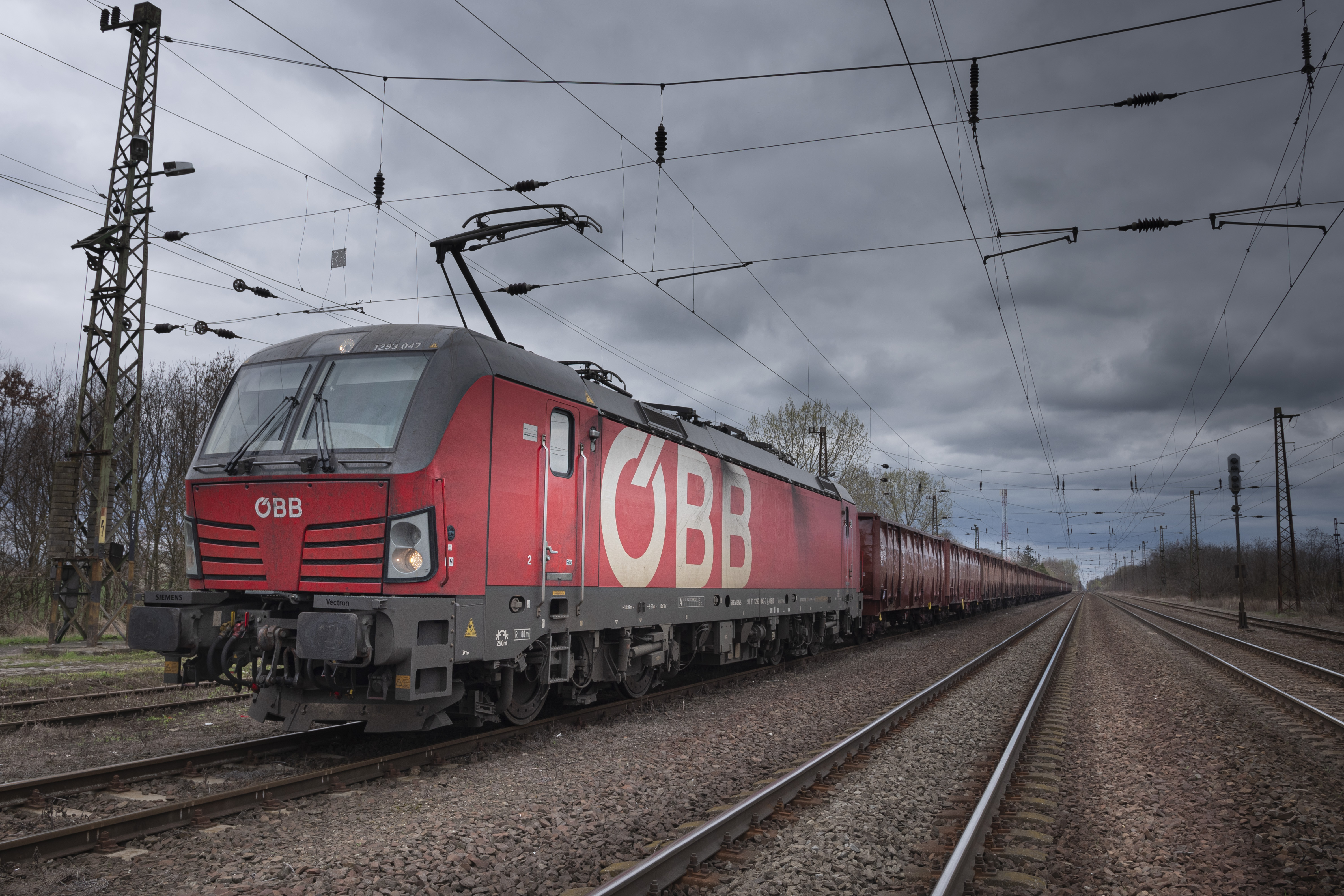
Vectron – Korszerű Siemens villanymozdony európai teherszállításra tervezve

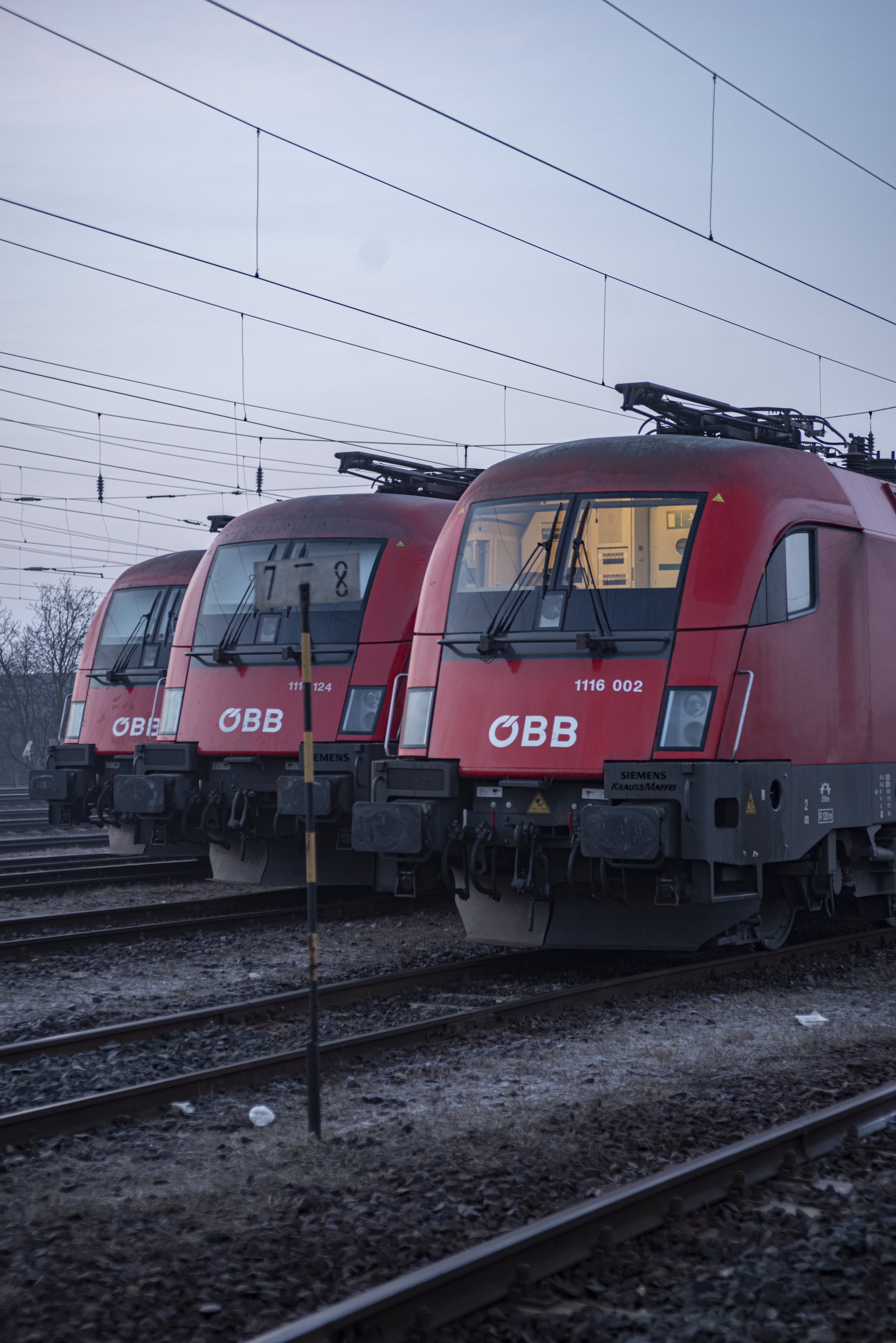
Taurus hármas

2009-ben a vállalat megkezdte működési folyamatainak racionalizálását, tehervagon-parkjának korszerűsítését, saját vontatási kapacitásának kialakítását.

### Mozdonyok
A Rail Cargo Hungaria forgalmának túlnyomó része jelenleg korszerű, környezetbarát Taurus, Vectron és Traxx mozdonyokkal, valamint jelenleg már két-két kínai fejlesztésű villany-hibrid vonali- és tolatómozdonnyal továbbítja. A villany-hibrid technológiájú, árufuvarozási tevékenységre optimalizált mozdonyokat Európában a Rail Cargo Hungaria használja elsőként. E mozdonyok képességei nagyon rugalmas bevetést tesznek lehetővé, mivel ott képesek szolgáltatást biztosítani, ahol nincs, vagy átmenetileg nem áll rendelkezésre felsővezeték. Az iparvágányokon például általában nincs áramforrás, ezért azokon jellemzően kevésbé környezetkímélő dízelmozdonyokat alkalmaznak a vasúti társaságok. Az RCH ezeket a mozdonyokat elsősorban a Magyarországon egyedüliként országos lefedettséggel végzett egyes kocsi fuvarozás tolatási szükségleteinek biztosítására szerezte be.

### Vasúti teherkocsik
Az RCH teherkocsi flottája minden típusú áruhoz a megfelelő logisztikai felszereltséggel rendelkezik: nyitott és fedett, pőre teherkocsik, InnoWaggon teherkocsik (amelyek egyetlen innovatív koncepcióban egyesítik a teherkocsit és a cserélhető konténereket), különleges építésű, konténerszállító kocsik, alacsony padlózatú pőrekocsik, poranyagszállító- és tartálykocsik biztosítják a fuvarfeladatok bonyolítását.
Az Európai Unió előírása szerint 2024. december 8-tól a fő árufuvarozási útvonalakon kizárólag zajcsökkentett tehervagonok közlekedhetnek, így a Rail Cargo Hungaria az elvárásnak eleget téve csendes fékekkel szerelte fel teherkocsijait. A hagyományos fékekhez Európa-szerte szürkeöntvény alkatrészeket használnak, amelyek lassításkor felsértik a kerekek futófelületeit. Ezeket lecserélve az RCH a kocsikba LL típusú kompozit fékbetéteket építtetett be. A csendesebb flotta Magyarországon is jelentősen csökkenti a vasúti közlekedés által okozott zajterhelést, mivel a hazai vasúti teherforgalom negyedét az RCH bonyolítja.

## Zöldtechnológia, fenntartható vasúti árufuvarozás
A Rail Cargo Hungaria vontatási feladatainak nagy részét környezetbarát villanymozdonyokkal teljesíti, amelyek lokális szén-dioxid-kibocsátása zéró, továbbá fékezés során a vonat mozgási energiáját villamos energiává alakítják és azt a hálózatba visszatáplálják.
A fenntarthatóság és energiahatékonyság jegyében az RCH arra törekszik, hogy tevékenységeihez kevesebb energiát használjon fel. Ezért képzési programjában hangsúlyt fektet arra is, hogy mozdonyvezetői a pályageometria, a lassújelek és más egyéb tényezők figyelembevételével képesek legyenek a közlekedés során jelentősen, akár 40%-ot lefaragni az energiafelvételből.

## CSR: FTC-Rail Cargo Hungaria
Az FTC-Rail Cargo Hungaria női kézilabdacsapat szponzori támogatása szerves része a vállalat társadalmi felelősségvállalási politikájának. Az RCH 2011 óta névadó szponzorként támogatja a Ferencvárosi Torna Club női kézilabdacsapatát. A csapat a szerződés hatálya alatti időszakban ezzel a névvel szerepel a bajnoki idényekben.

## Galéria

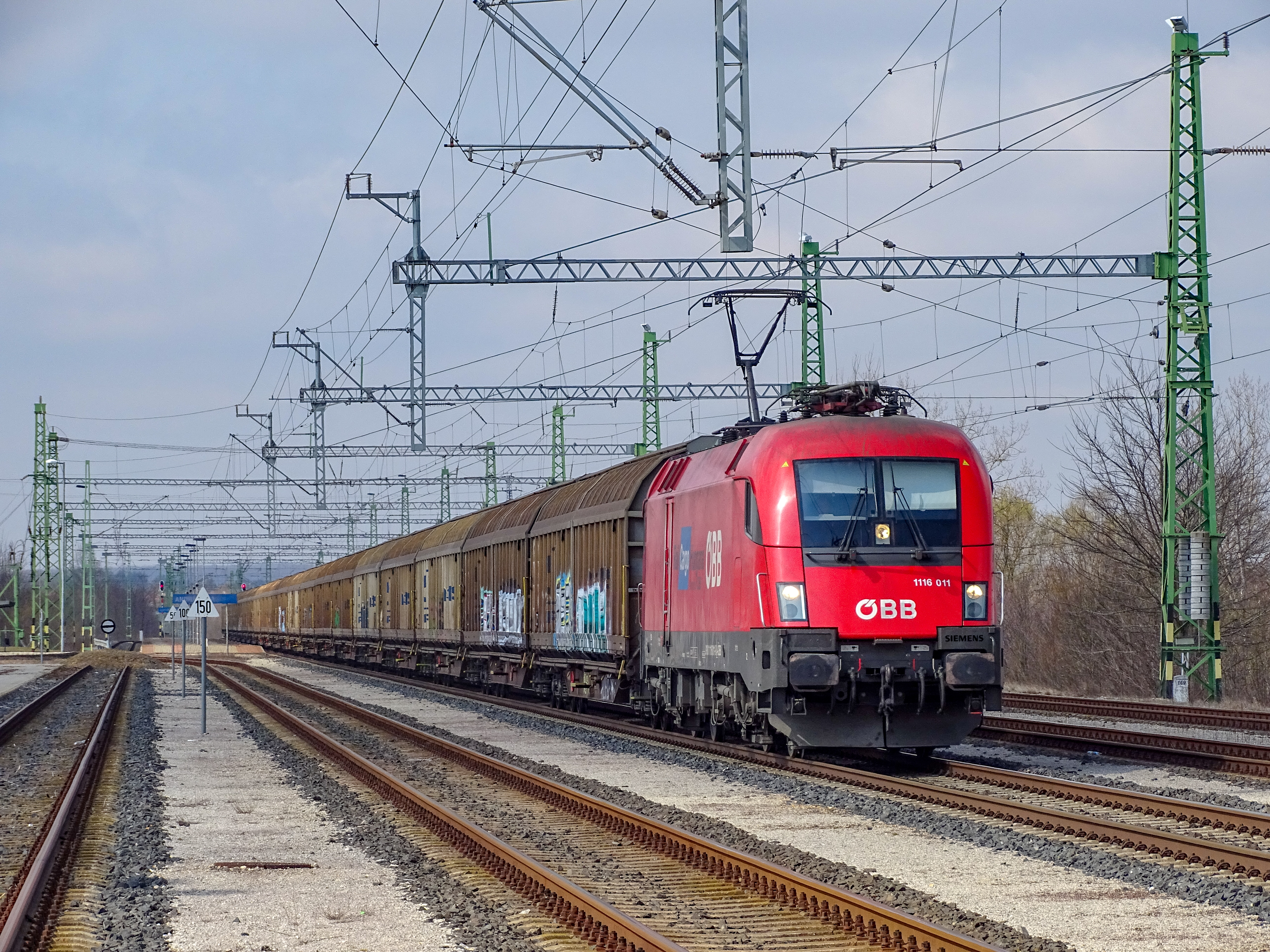
A Rail Cargo Hungaria ÖBB 1116 011-6 pályaszámú mozdonya
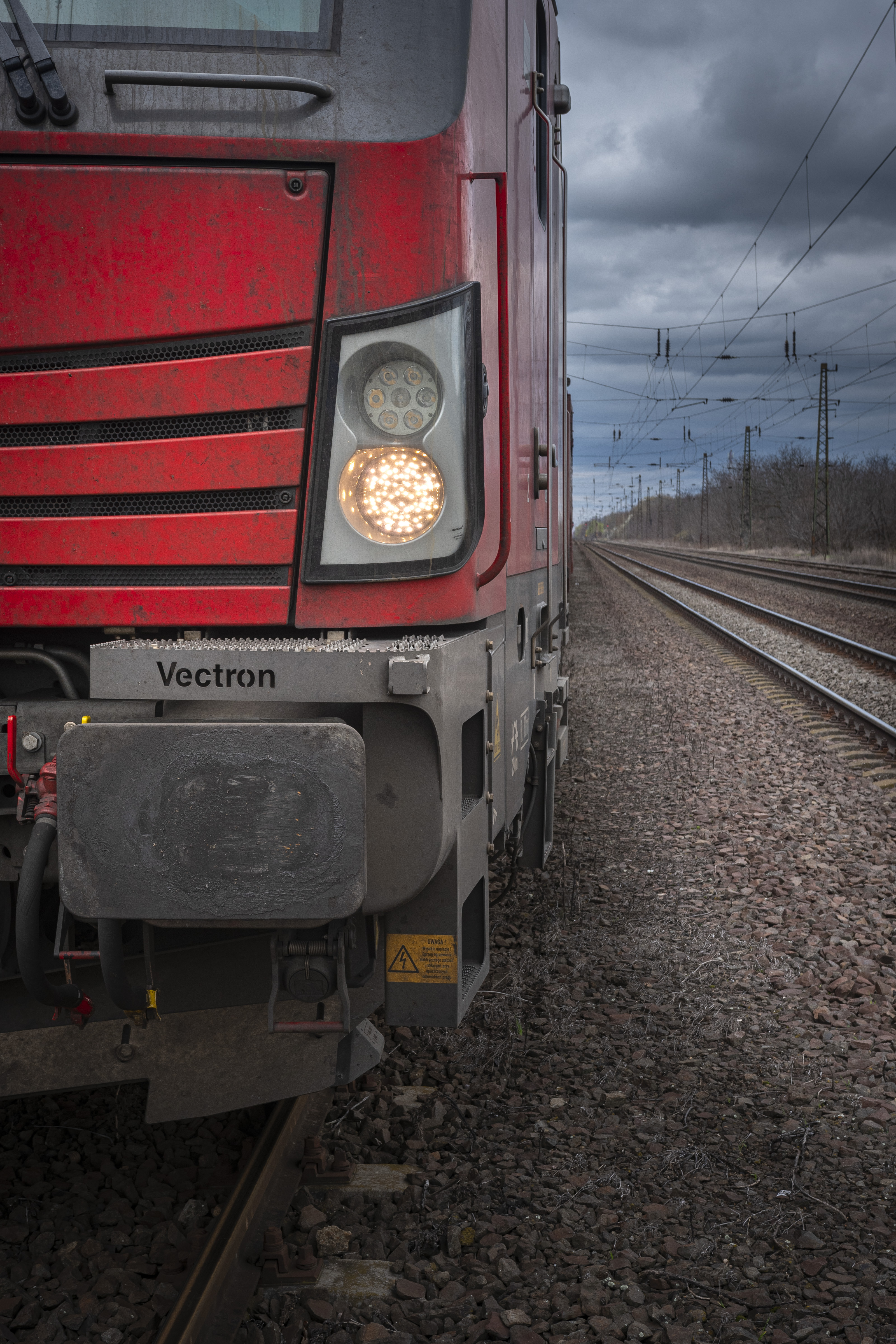
RCH Vectron
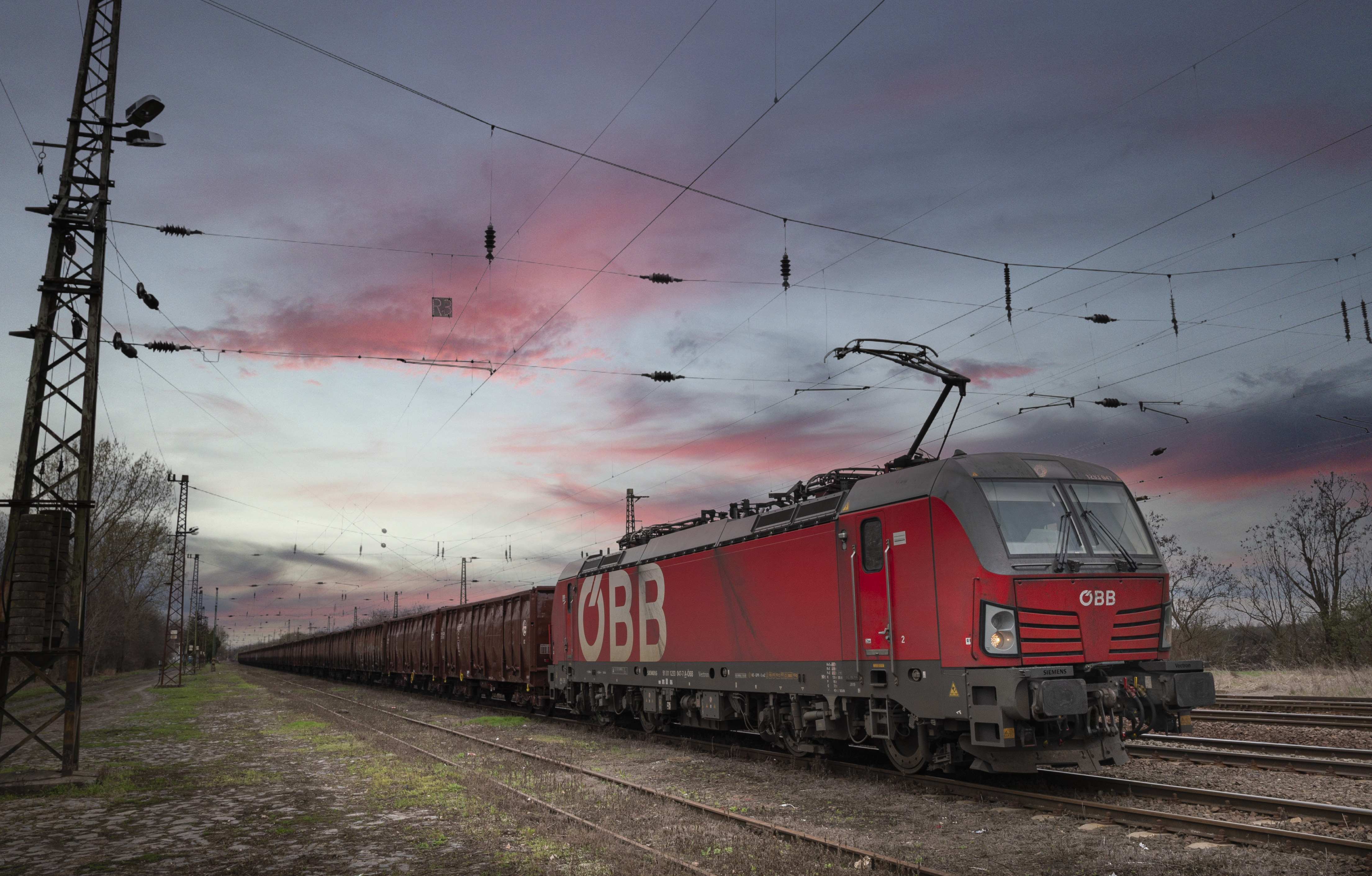
RCH Vectron
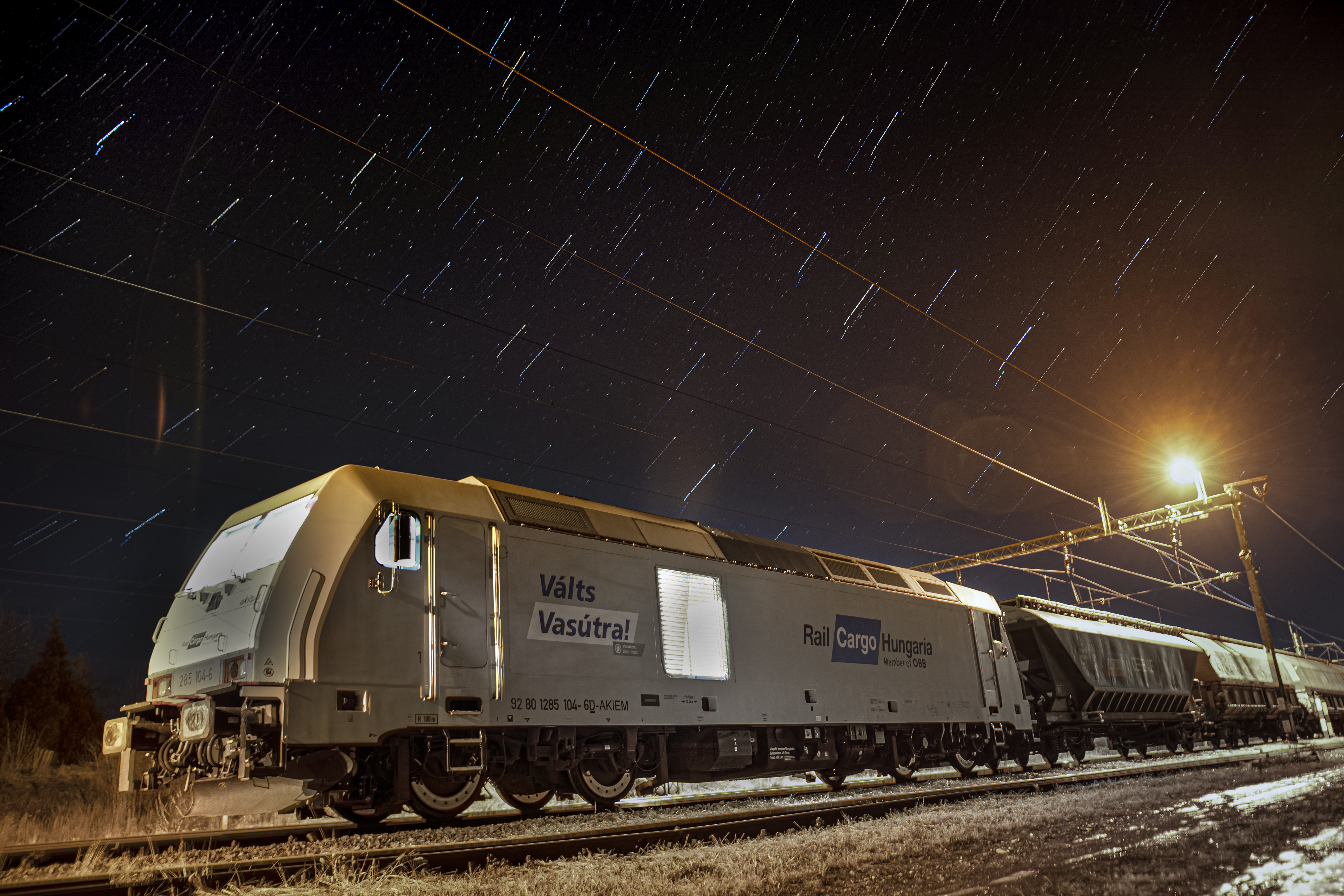
RCH Traxx
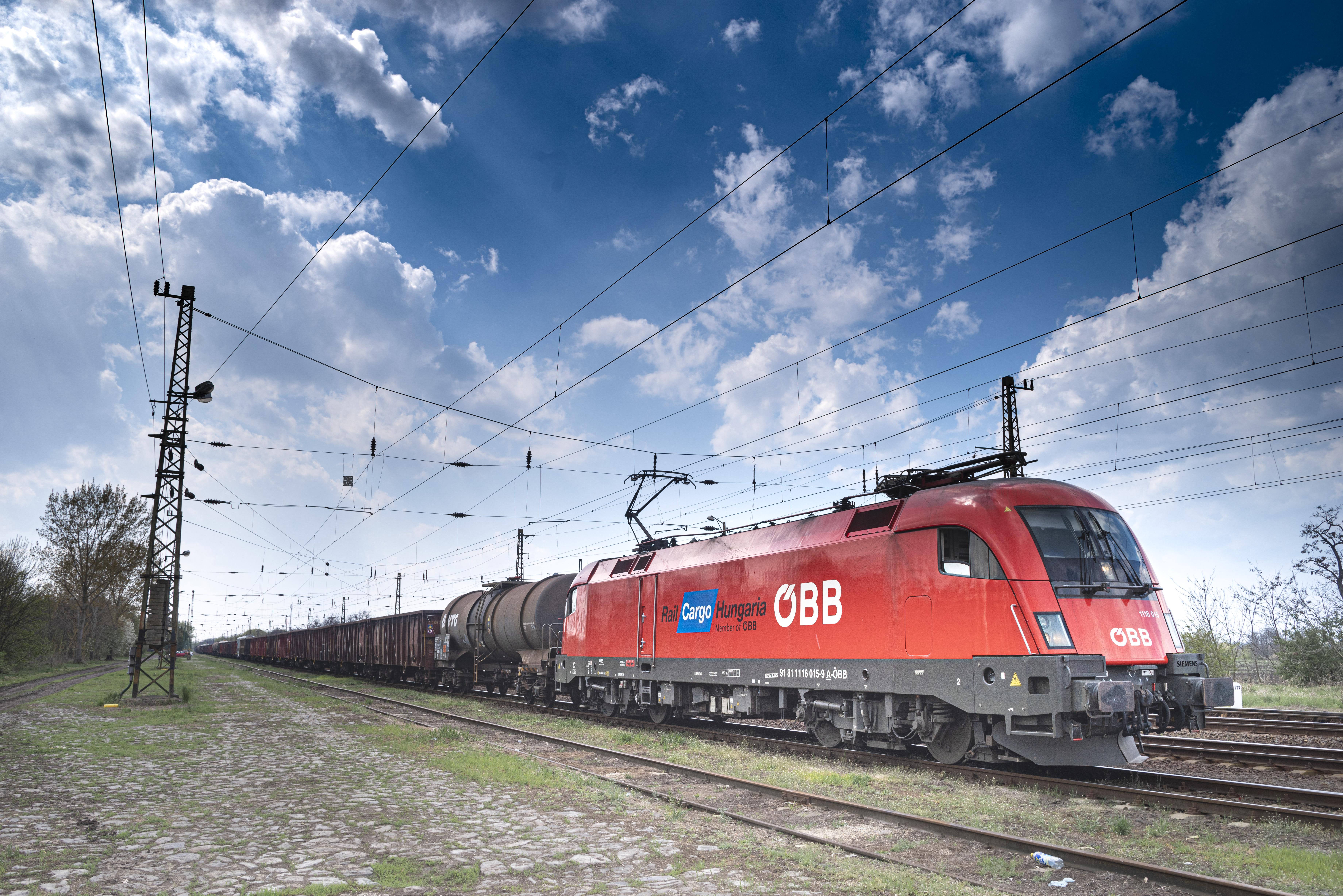
RCH Taurus
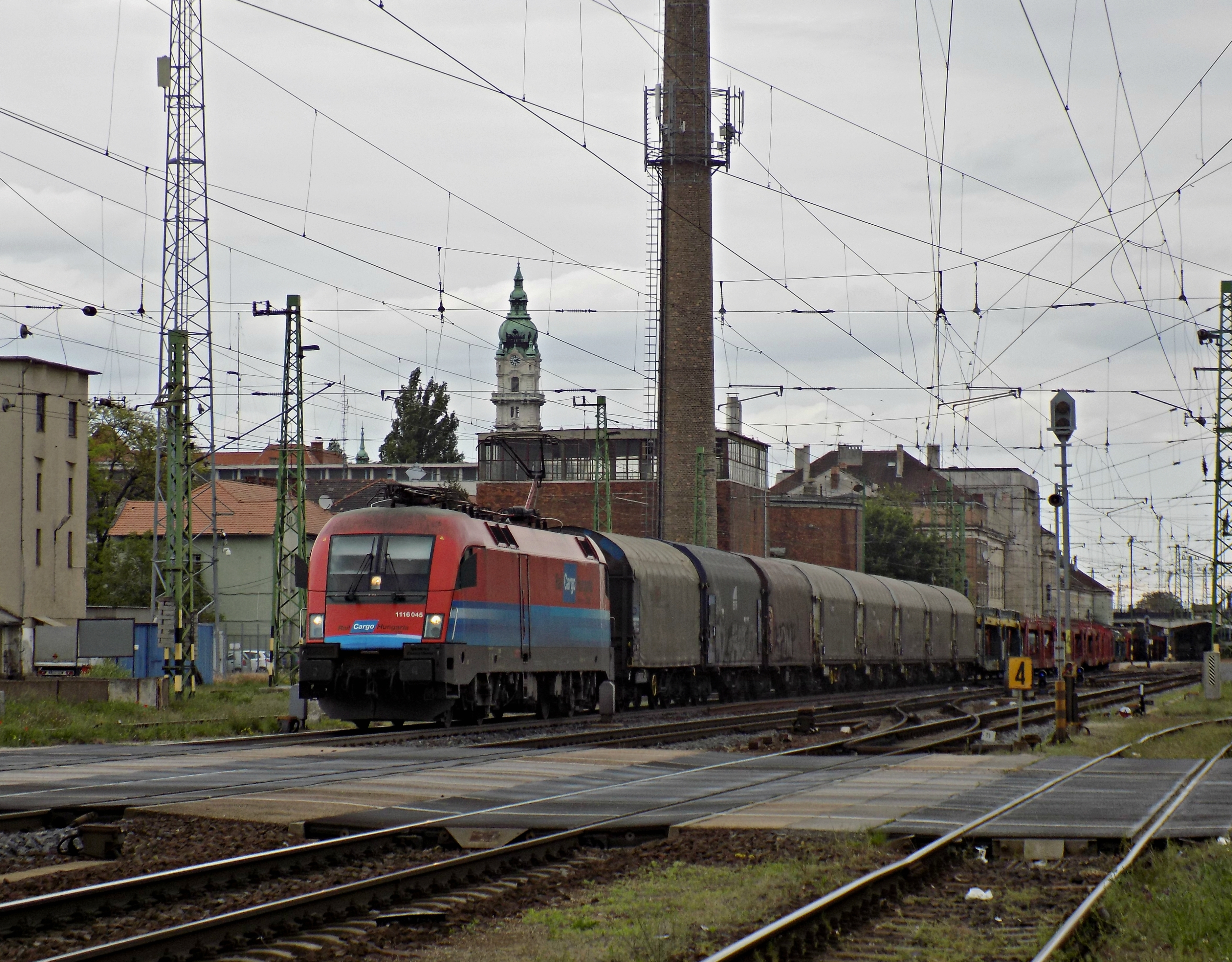
A Rail Cargo Hungaria Zrt. 1116-045-4 pályaszámú mozdonya
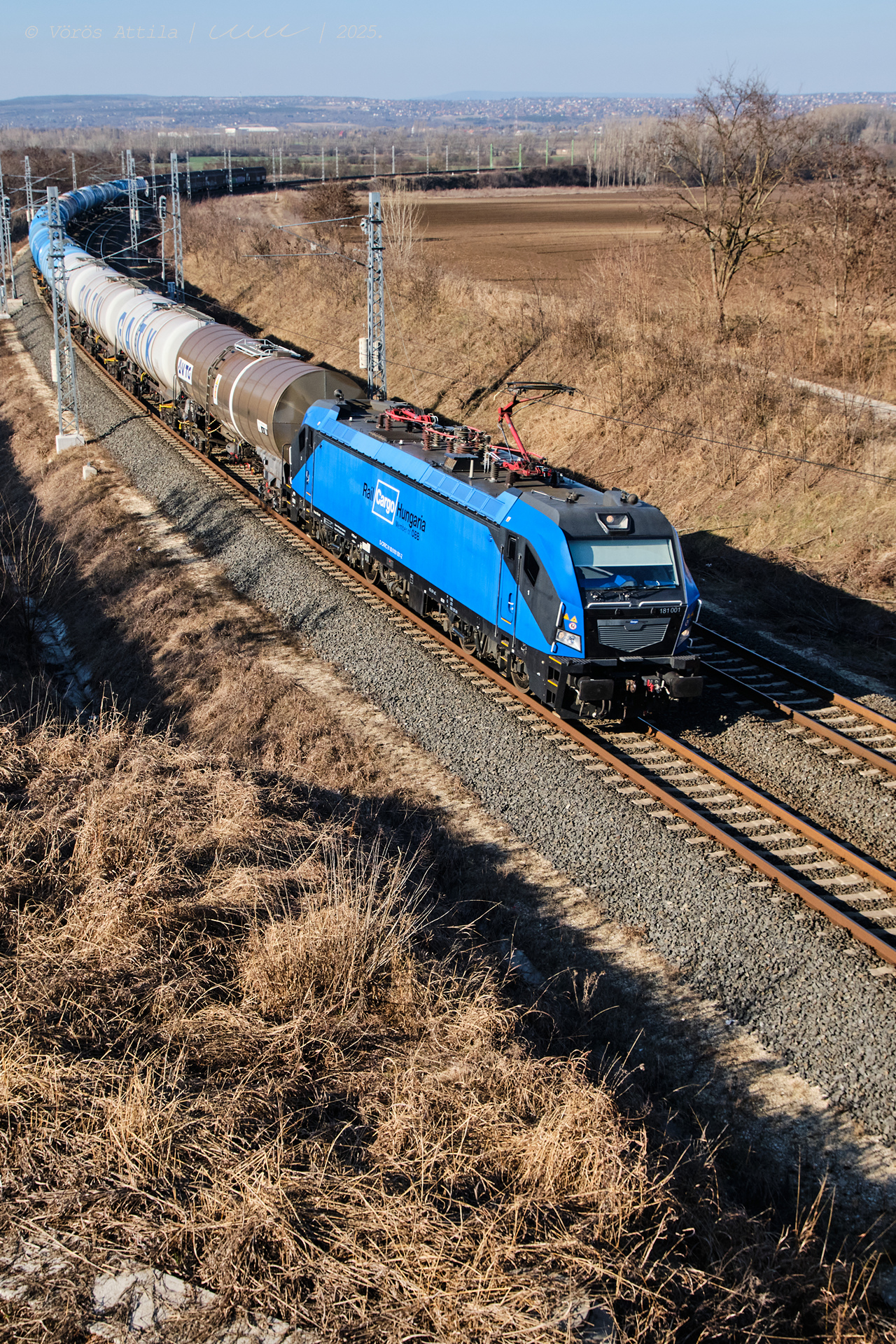
RCH Bison